# Pohled
Pohled település Csehországban, a Havlíčkův Brod-i járásban. Pohled Ždírec, Stříbrné Hory, Bartoušov, Kyjov, Krátká Ves, Havlíčkův Brod és Dlouhá Ves településekkel határos. Lakosainak száma 718 fő (2024. január 1.).

## Népesség
A település lakosságának változását az alábbi diagram mutatja:
| Lakosok száma | 774  | 821  | 806  | 858  | 871  | 721  | 768  | 759  | 736  | 718  |
|               | 1869 | 1890 | 1921 | 1950 | 1980 | 2001 | 2017 | 2019 | 2022 | 2024 |